# Établissement d'exécution des peines de Bellevue
L'établissement d'exécution des peines de Bellevue est un établissement pénitentiaire suisse situé sur la localité de Gorgier dans le canton de Neuchâtel. Accueillant des personnes condamnées, l'établissement d'un niveau de sécurité élevé est prévu pour des peines courtes, longues ou des traitements thérapeutiques institutionnels.

## Présentation
L'établissement pénitentiaire de Bellevue est situé sur la localité de Gorgier (canton de Neuchâtel).
L'établissement est prévu pour accueillir des personnes en exécution de peines de courtes ou longues durées ou des personnes condamnées à suivre un traitement institutionnel. Pour accueillir ces détenus, l'établissement applique des règles de sécurité élevées. Sa capacité d'accueil est de 63 places depuis 2018.

### Histoire
Avant son affectation pénitentiaire en 1994, le bâtiment était un foyer pour jeunes filles.
En juin 2011, un détenu dangereux, Jean-Louis B., parvient à s'évader de l'établissement d'exécution de peine de Bellevue lors d'une sortie. L'affaire suscite l'émoi dans la population mais se termine sans dommages quelques jours plus tard par l'arrestation du fugitif.
Une rénovation complète de l'établissement débute en 2011 et s'achève en 2018. Elle voit notamment l'établissement passer de 54 à 65 places de détention et les cellules être modernisées.

### Coût de la détention
En 2013, le Conseil fédéral estimait les coûts pour la détention en exécution d'environ 390 francs suisses (avec des différences intercantonales).
En 2018, les cantons latins indiquent une fourchette des coûts en exécution de peine comprise entre 360 et 630 francs suisses, selon le type de prise en charge à mettre en place pour le détenu.

### Rénovation de 2018
Au début des années 2010, le système pénitentiaire neuchâtelois est jugé vieillissant, parfois insalubre et ne respectant plus les normes en vigueur. L'humidité de certaines cellules lors des pluies importantes ou la taille de certains espaces cellulaires (6 à 8 m2 contrairement au standard de 12 m2) sont particulièrement critiqués et poussent le Conseil d'État neuchâtelois à agir. Sous l'impulsion des conseillers chargés de la sécurité Jean Studer puis Laurent Kurth, plusieurs séries de travaux sont proposées au parlement cantonal et votées à partir de 2008.
En ce qui concerne la capacité d'accueil de l'établissement, il est prévu dans un premier temps prévu de la passer de 54 à 86 détenus. Toutefois, après l'évasion de Jean-Louis B., le projet est redimensionné pour être ramené à 65 détenus. L'objectif est alors d'incarcérer moins de personnes à Bellevue mais dans de meilleures conditions de sécurité et de réinsertion. Ainsi, des mesures complémentaires, comme la création d'un service de médecine pénitentiaire adapté pour la prise en charge de troubles psychologiques graves, sont décidées.
La rénovation se déroulent durant plusieurs années, l'établissement continuant de fonctionner avec une capacité réduite. Ce besoin de pérennité des activités pénitentiaires complique la planification des travaux, obligeant les autorités à segmenter les secteurs et transférer des détenus à l'établissement La Promenade (La Chaux-de-Fonds), ainsi que l’organisation quotidienne des travaux, les ouvriers et leurs outils étant soumis à plusieurs procédures de surveillance (comptage, traçage).
D'un coût de 21 millions de francs suisses (la Confédération prenant en charge près de 7,5 millions de francs suisses), les travaux permettent une modernisation des installations, la mise aux normes fédérales et européennes ainsi que l'augmentation de la capacité d'accueil de l'établissement,,. Les infrastructures carcérales sont améliorées et mieux sécurisées : les cellules sont rénovées, l'isolation et le chauffage modernisés et une nouvelle salle de visites est construite. Les travaux permettent également d'améliorer les conditions de travail du personnel avec la construction de nouveaux espaces pour les employés.

## Conditions de détention
Depuis la rénovation de 2018, les conditions de détention de l'établissement ont été fortement améliorées et correspondent aux normes fédérales et européennes en vigueur,,. Les détenus vivent dans des cellules individuelles de 14 m2, meublées avec un lit, un bureau et une chaise. Sur le plan sanitaire, toutes les cellules sont équipées d'une toilette et d'un lavabo. Les douches se trouvent dans un espace commun. Il existe également quelques cellules doubles. Concernant les loisirs, les cellules sont équipées de télévision en location que les détenus financent grâce à leur travail (en Suisse, les personnes exécutant une peine sont dans l'obligation de travailler),.
La rénovation ayant été accompagnée d'un concept de resocialisation et de réintégration sociale, les espaces dédiés au travail et à la formation professionnelle ont été améliorés et ont vu leur surface augmentée. Ainsi, l'établissement dispose par exemple d'une nouvelle cuisine professionnelle. Ces innovations permettent de garantir les places de travail pour les détenus et de faciliter la mise au point des emplois du temps, mesures nécessaires pour favoriser la future réinsertion des condamnés.
Lors des fouilles menées par la police cantonale, les autorités découvrent de nombreux objets interdits au sein des murs de l'établissement comme des armes blanches (lames de rasoir, clous), de la téléphonie (cartes SIM, téléphone mobile) ou des médicaments et de la drogue.

## Évasion de Jean-Louis B.
Le 27 juin 2011, un détenu dangereux parvient à s'évader. À la fin d'une sortie à l'extérieur de l'établissement, Jean-Louis B. agresse une surveillante avec un objet tranchant et parvient à sortir de la voiture dans laquelle il se trouvait, celle-ci n'étant pas sécurisée,,. L'homme, sans entraves, s'enfuit alors dans les bois alentour sans que le second surveillant ne puisse le rattraper. Quelques jours plus tard, il est arrêté par les gendarmes et incarcéré dans l'établissement de haute sécurité de Thorberg (canton de Berne).
Rapidement, les conditions de la sortie sont critiquées dans les médias et par les autorités politiques. Les journaux critiquent notamment les conditions de sécurité durant la sortie et l'acceptation de sorties à l'extérieur de l'enceinte de l'établissement pour un détenu dangereux.
Concernant les conditions de sécurité, l'absence d'entraves (exemple : menottes) en regard de la dangerosité de Jean-Louis B. est particulièrement critiquée. Le fait que les surveillants soient désarmés dans ce type d'accompagnement à l'extérieur, contrairement aux policiers, a également pu empêcher une réaction efficace au cours et dans les premières minutes après l'agression de la surveillante. Les médias remarquent notamment que si les cantons romands désarment les gardiens lors des sorties, les autorités alémaniques suivent la politique opposée sur leur territoire. Jean-Louis B. étant détenu sur le sol neuchâtelois mais sous autorité bernoise, les médias et les responsables politiques s'inquiètent d'une incompréhension entre les deux services cantonaux quant à l'encadrement lors des sorties (armement, nombre de gardiens présents).
L'accord de sorties à l'extérieur de l'établissement pour un détenu dangereux est également critiqué,. En effet, la sortie affaiblit par définition le niveau de sécurité entourant le détenu. Jean Studer, conseiller d'État chargé de la sécurité neuchâteloise, s'étonne de ce type de sortie et annule toutes celles prévues. Les jours suivant l'évasion, l'autorité de placement bernoise indique qu'elle n'a autorisé aucune sortie, cette dernière étant de la compétence de l'établissement d'accueil. Après des investigations plus poussées, il apparaît que Jean-Louis B. avait précédemment bénéficié d'autres sorties pour des raisons humanitaires (amélioration des conditions de détention). Toutefois, les avis des responsables des deux cantons semblaient diverger et la mauvaise communication régnait entre les services. Ainsi, les services bernois n'avaient pas établi de plan d'action pour le détenu, les services neuchâtelois traitaient le dossier du détenu en dehors de leurs procédures habituelles et les sorties étaient officiellement révoquées mais implicitement acceptées.
À la suite de l'évasion, une enquête administrative est conduite par le juge fédéral Claude Rouiller, déjà responsable de l'enquête sur le décès de Skander Vogt au pénitencier de Bochuz (Vaud), ainsi qu'une expertise. À la fin de ce processus, les concepts de sécurité en vigueur dans les établissements cantonaux sont revus. L'extension prévue de l'établissement est réduite et du personnel est embauché, notamment pour assurer des missions spécialisées. De plus, la création d'un service de médecine pénitentiaire à même d'encadrer les détenus présentant des troubles psychologiques sévères est envisagé.